# Louis Masreliez

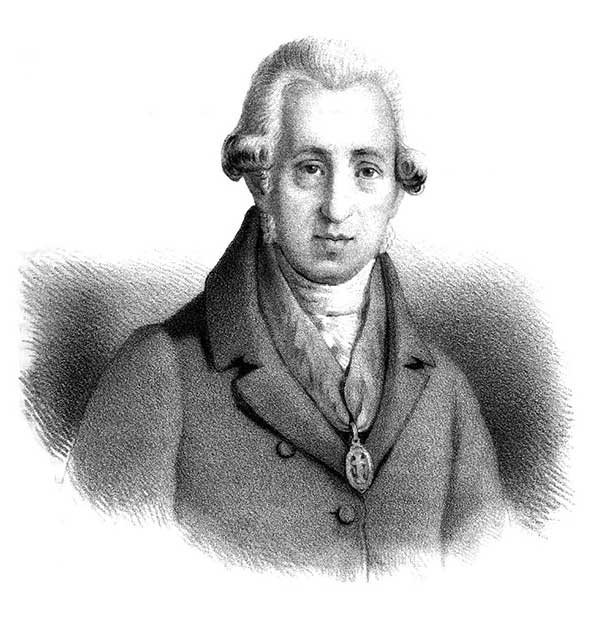
Louis Masreliez.
Litografi av Otto Wallgren.

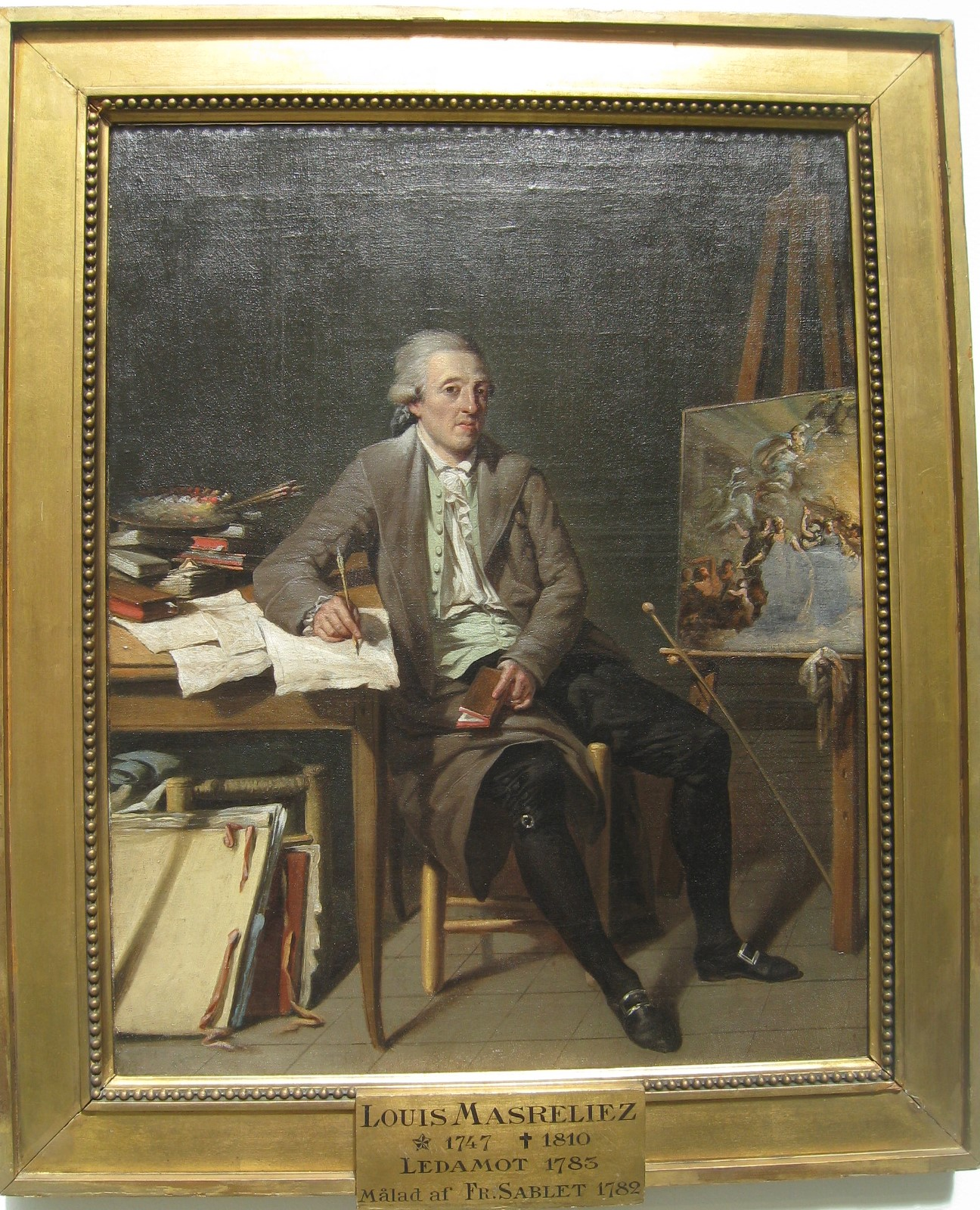
Louis Masreliez (1748–1810). Porträttet är målat i Rom 1782 av den franske konstnären Jean-François Sablet (1745–1819).

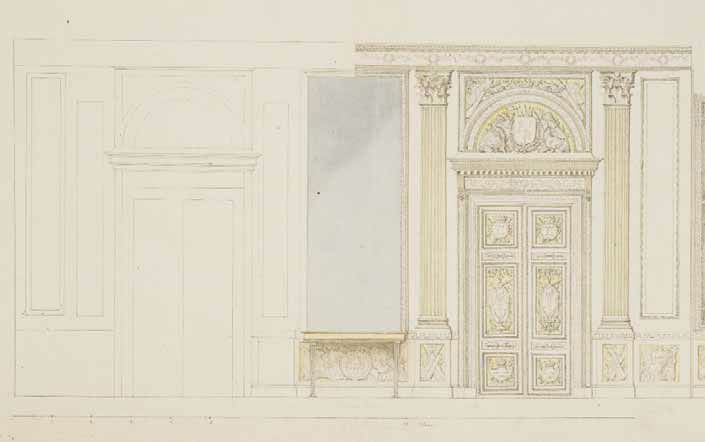
Masreliez ritning för hertig Carls konseljsal 1792

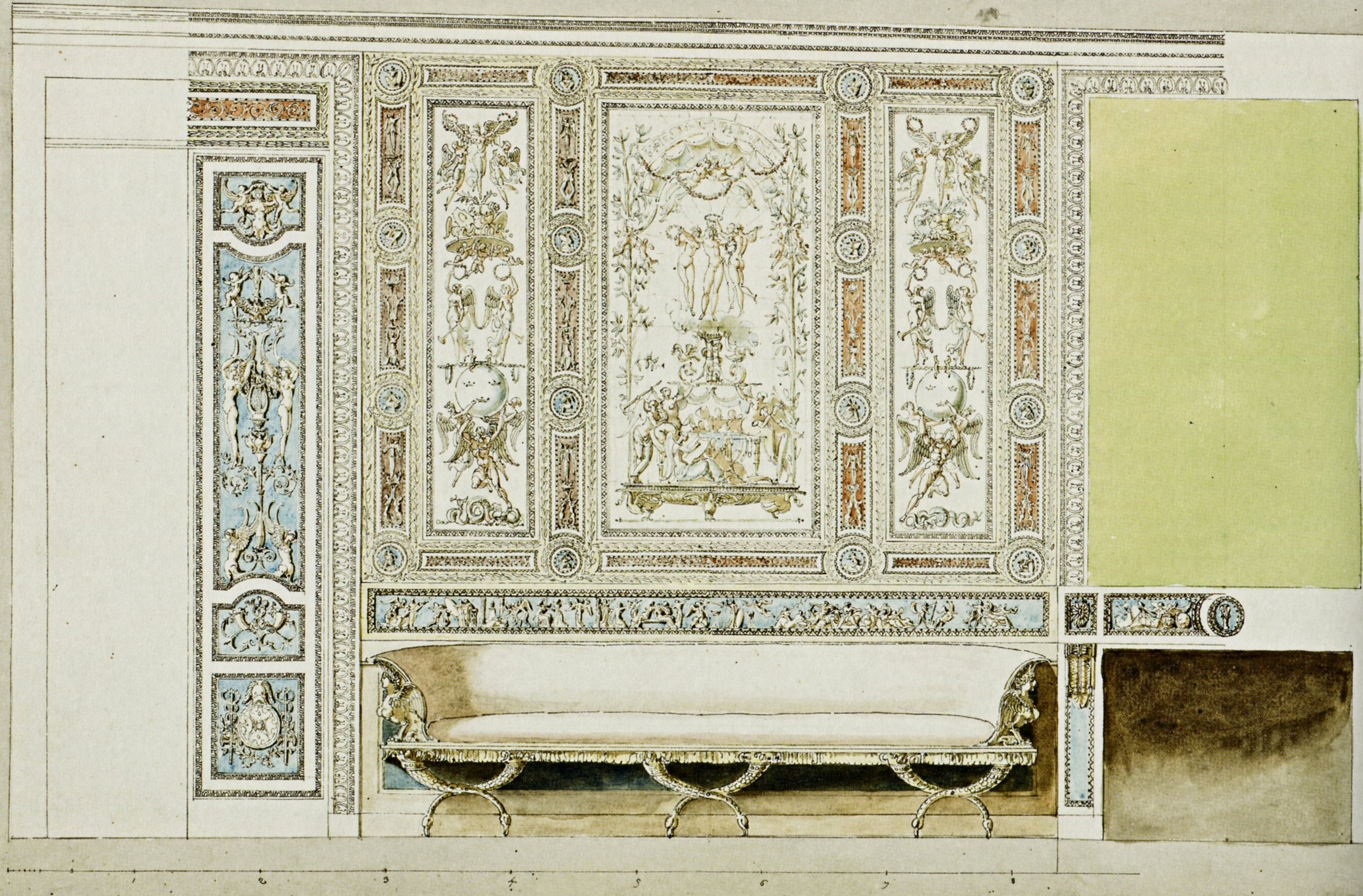
Masreliez ritning för fondväggen och soffan i Stora salongen på Gustav III:s paviljong, 1790-tal.

Adrien Louis Masreliez, född 1748 i Paris, död 19 mars 1810 i Jakob och Johannes församling, Stockholms stad, var en svensk målare, tecknare, grafiker och inredningsarkitekt.

## Biografi
Louis Masreliez var äldre bror till ornamentsbildhuggaren Jean Baptiste Masreliez och son till Jacques Adrien Masreliez, också han ornamentsbildhuggare, som kallats till Sverige från Frankrike för att medverka vid uppförandet av Stockholms slott. Jacques Adrien Masreliez grundade således konstnärssläkten Masreliez i Sverige.
Louis Masreliez kom vid 5 års ålder till Sverige 1753. Han började sin utbildning vid Ritarakademien vid 10 års ålder. Vid ritarakademien saknades utbildning i måleri, varför Masreliez inledde studier vid Lorens Gottmans verkstad i Stockholm. 1769 tilldelades han ett statligt studiestipendium som han använde till en studieresa till Paris och Bologna. 1773 lämnade han Paris och bosatte sig i Bologna, där han bodde under åtta år. Han återvände till Sverige 1782, där han blev ledamot av Konstakademien och året därpå professor i historiemåleri. Han blev rektor för akademien 1802 och direktör 1805.
Till hans genombrottsverk räknas Gustav III:s paviljong i Hagaparken. I silverkabinettet på Ekolsunds slott finns väggornament i silverfärg med lilla riksvapnet av Masreliez.
I mars 1783 kallades Louis Masreliez tillbaka till Sverige efter sin tolv år långa vistelse i Italien. Han skulle då påbörja inredning i det nya Stockholms slott. Från 1785 ledde han inredningsarbetet i de kungliga slotten. Han är den sengustavianska interiörkonstens skapare. Han var internationellt känd som målare, tecknare, inredningsarkitekt och konsthistoriker, med antikens formspråk som specialitet. I Rom hade han umgåtts med flera av de franska, italienska och tyska konstnärer som skulle forma den nya stilen, nyantiken eller nyklassicismen. I Pompeji hade han också haft möjlighet att studera målningar och dekorationer. Pompeiji hade börjat grävas ut i mitten av 1700-talet. Med utgångspunkt från pompejanska motiv och Rafaels grotesker utformade han en fantasifull, men strängt uppbyggd dekorationsstil, som representerades av inredningar i bland annat Gustav III:s paviljong på Haga, Arvfurstens palats och Stockholms slott. Louis Masreliez ritade även möbler, däribland Sullas stol. 

## Verk
Louis Masreliez är representerad vid ett stort antal museer och offentliga byggnader, bland annat 
- Nationalmuseum[11]
- Göteborgs konstmuseum[12]
- Kungliga slottet.
- Norrköpings konstmuseum[13]

Bland hans offentliga arbeten märks:
- Inredningen i Gustav III:s paviljong, Hagaparken i Solna.
- Inredningen i Tullgarns slott, Arvfurstens palats och i Forsmarks kyrka.
- Altartavlorna i
  - Maria Magdalena kyrka i Stockholm,
  - Romfartuna kyrka utanför Västerås i Västmanland
  - Santo Stefano kyrka i Alessandria (Italien).[14]

Därtill:
- Masreliezrummen, Salviigränd i Gamla Stan, Stockholm (tidigare del av Hotell Östergötland) 1791
- Ombyggnad av nuvarande Sjöfartshuset ca 1800.